# Люцеюв
Люцеюв (пол. Luciejów) — село в Польщі, у гміні Бучек Ласького повіту Лодзинського воєводства.
Населення — 393 особи (2011).
У 1975-1998 роках село належало до Серадзького воєводства.

## Демографія
Демографічна структура станом на 31 березня 2011 року:
|          | Загалом | Допрацездатний вік | Працездатний вік | Постпрацездатний вік |
| -------- | ------- | ------------------ | ---------------- | -------------------- |
| Чоловіки | 194     | 34                 | 135              | 25                   |
| Жінки    | 199     | 32                 | 109              | 58                   |
| Разом    | 393     | 66                 | 244              | 83                   |